# Seznam kulturních památek v Bystřici (okres Benešov)
Tento seznam nemovitých kulturních památek ve městě Bystřice v okrese Benešov vychází z  Ústředního seznamu kulturních památek ČR, který na základě zákona č. 20/1987 Sb., o státní památkové péči, vede Národní památkový ústav jako ústřední organizace státní památkové péče. Údaje jsou průběžně upřesňovány, přesto mohou obsahovat i řadu věcných a formálních chyb a nepřesností či být neaktuální. 
Pokud byly některé části dotčeného území vyčleněny do samostatných seznamů, měly by být odkazy na tyto dílčí seznamy uvedeny v úvodu tohoto seznamu nebo v úvodu příslušné sekce seznamu.

## Bystřice
|  | Kategorie „Ješutovo náměstí 76 (Bystřice)‎ “ na Wikimedia Commons | Hledat fotografie a kategorie ve Wikimedia Commons podle rejstříkového čísla památky | Nahrát snímek k tomuto tématu do úložiště Wikimedia Commons |  |

|  | Kategorie „Rectory in Bystřice (Benešov District) “ na Wikimedia Commons | Hledat fotografie a kategorie ve Wikimedia Commons podle rejstříkového čísla památky | Nahrát snímek k tomuto tématu do úložiště Wikimedia Commons |  |

|  |  | Hledat fotografie a kategorie ve Wikimedia Commons podle rejstříkového čísla památky | Nahrát snímek k tomuto tématu do úložiště Wikimedia Commons |  |

|  | Kategorie „Bystřice u Benešova (train station) “ na Wikimedia Commons | Hledat fotografie a kategorie ve Wikimedia Commons podle rejstříkového čísla památky | Nahrát snímek k tomuto tématu do úložiště Wikimedia Commons |  |

|  | Kategorie „Church of Saints Simon and Jude in Bystřice “ na Wikimedia Commons | Hledat fotografie a kategorie ve Wikimedia Commons podle rejstříkového čísla památky | Nahrát snímek k tomuto tématu do úložiště Wikimedia Commons |  |

|  | Kategorie „Statue of John of Nepomuk in Bystřice (Benešov District) “ na Wikimedia Commons | Hledat fotografie a kategorie ve Wikimedia Commons podle rejstříkového čísla památky | Nahrát snímek k tomuto tématu do úložiště Wikimedia Commons |  |

## Jiřín
| Památka                   | Fotografie        | Rejstříkové číslo v ÚSKP                                                             | Sídelní útvar                                               | Poloha                                         | Popis a poznámky                                     |
| ------------------------- | ----------------- | ------------------------------------------------------------------------------------ | ----------------------------------------------------------- | ---------------------------------------------- | ---------------------------------------------------- |
| Sýpka u čp. 8 (Q37322646) | \| \| \| \| \| \| | 28861/2-3133 Pam. katalog MIS                                                        | Jiřín                                                       | u čp. 8 49°40′37,25″ s. š., 14°40′48,28″ v. d. | Sýpka · Zapsáno do státního seznamu před rokem 1988. |
|                           |                   | Hledat fotografie a kategorie ve Wikimedia Commons podle rejstříkového čísla památky | Nahrát snímek k tomuto tématu do úložiště Wikimedia Commons |                                                |                                                      |

## Líšno
| Památka                | Fotografie                                     | Rejstříkové číslo v ÚSKP                                                             | Sídelní útvar                                               | Poloha                                         | Popis a poznámky                                     |
| ---------------------- | ---------------------------------------------- | ------------------------------------------------------------------------------------ | ----------------------------------------------------------- | ---------------------------------------------- | ---------------------------------------------------- |
| Zámek Líšno (Q1664401) | \| \| \| \| \| \|                              | 31348/2-95 Pam. katalog MIS                                                          | Líšno                                                       | Líšno 32 49°44′3,21″ s. š., 14°41′19,15″ v. d. | Zámek · Zapsáno do státního seznamu před rokem 1988. |
|                        | Kategorie „Líšno castle “ na Wikimedia Commons | Hledat fotografie a kategorie ve Wikimedia Commons podle rejstříkového čísla památky | Nahrát snímek k tomuto tématu do úložiště Wikimedia Commons |                                                |                                                      |

## Ouběnice
|  | Kategorie „Saint Margaret Church in Ouběnice (Bystřice) “ na Wikimedia Commons | Hledat fotografie a kategorie ve Wikimedia Commons podle rejstříkového čísla památky | Nahrát snímek k tomuto tématu do úložiště Wikimedia Commons |  |

|  | Kategorie „Statue of Saint Joseph and Jesus Christ as a baby in Ouběnice (Bystřice) “ na Wikimedia Commons | Hledat fotografie a kategorie ve Wikimedia Commons podle rejstříkového čísla památky | Nahrát snímek k tomuto tématu do úložiště Wikimedia Commons |  |

## Nesvačily
| Památka                                   | Fotografie                                                         | Rejstříkové číslo v ÚSKP                                                             | Sídelní útvar                                               | Poloha                                                        | Popis a poznámky                                                         |
| ----------------------------------------- | ------------------------------------------------------------------ | ------------------------------------------------------------------------------------ | ----------------------------------------------------------- | ------------------------------------------------------------- | ------------------------------------------------------------------------ |
| Kostel Nalezení svatého Kříže (Q21809672) | \| \| \| \| \| \|                                                  | 26149/2-135 Pam. katalog MIS                                                         | Nesvačily                                                   | na návrší uprostřed obce 49°44′2,96″ s. š., 14°38′7,52″ v. d. | Kostel Nalezení sv. Kříže · Zapsáno do státního seznamu před rokem 1988. |
|                                           | Kategorie „Church of Holy Cross (Nesvačily) “ na Wikimedia Commons | Hledat fotografie a kategorie ve Wikimedia Commons podle rejstříkového čísla památky | Nahrát snímek k tomuto tématu do úložiště Wikimedia Commons |                                                               |                                                                          |

## Tožice
| Památka                            | Fotografie                                                        | Rejstříkové číslo v ÚSKP                                                             | Sídelní útvar                                               | Poloha                                         | Popis a poznámky                                                  |
| ---------------------------------- | ----------------------------------------------------------------- | ------------------------------------------------------------------------------------ | ----------------------------------------------------------- | ---------------------------------------------- | ----------------------------------------------------------------- |
| Kostel svatého Martina (Q19941753) | \| \| \| \| \| \|                                                 | 15771/2-50 Pam. katalog MIS                                                          | Tožice                                                      | na návsi 49°41′58,24″ s. š., 14°38′25,6″ v. d. | Kostel sv. Martina · Zapsáno do státního seznamu před rokem 1988. |
|                                    | Kategorie „Church of Saint Martin (Tožice) “ na Wikimedia Commons | Hledat fotografie a kategorie ve Wikimedia Commons podle rejstříkového čísla památky | Nahrát snímek k tomuto tématu do úložiště Wikimedia Commons |                                                |                                                                   |

## Tvoršovice
| Památka                      | Fotografie                                          | Rejstříkové číslo v ÚSKP                                                             | Sídelní útvar                                               | Poloha                                             | Popis a poznámky                                                        |
| ---------------------------- | --------------------------------------------------- | ------------------------------------------------------------------------------------ | ----------------------------------------------------------- | -------------------------------------------------- | ----------------------------------------------------------------------- |
| Zámek Tvoršovice (Q38150170) | \| \| \| \| \| \|                                   | 38878/2-137 Pam. katalog MIS                                                         | Tvoršovice                                                  | Tvoršovice 1 49°45′2,84″ s. š., 14°37′45,45″ v. d. | Zámek s parkem a sochami · Zapsáno do státního seznamu před rokem 1988. |
|                              | Kategorie „Tvoršovice Castle “ na Wikimedia Commons | Hledat fotografie a kategorie ve Wikimedia Commons podle rejstříkového čísla památky | Nahrát snímek k tomuto tématu do úložiště Wikimedia Commons |                                                    |                                                                         |